# Яндекс.Вебмайстер
Яндекс.Вебмайстер — заборонений в Україні сервіс Яндекса для вебмайстрів, панель інструментів для оцінки індексації сайту і налаштування опису сайту в результатах пошуку Яндекса.

## Історія
Перша версія панелі Вебмастера стала доступна 19 жовтня 2007 року. Про запуск сервісу  розповів Олександр Садовський (керівник відділу вебпошуку, Яндекс) на засіданні клубу seo-оптимізаторів. Доступ до сервісу для закритого бета-тестування надавався за запрошеннями.
Офіційна дата відкриття сервісу для широкої аудиторії — 21 грудня 2007 року.

## Функції
- додавання нового сайту на індексацію Пошуковою системою Яндекс;
- статистика проіндексованих сторінок ТІЦ;
- перегляд помилок індексації;
- дані про зовнішні і внутрішні посилання;
- перевірка файлів robots.txt;
- додавання файлів sitemap;
- статистика обходу сайту роботом Яндекса;
- управління видом сайту в результатах пошуку, зміна сніпетів.

## Використання сервісу
Для додавання сайту в сервіс необхідно зареєструватися на Яндексі і підтвердити права на володіння сайтом одним з 3-х способів: за допомогою додавання мета-тегу в HTML-код головної сторінки, розміщення в корені сайту згенерованого системою файлу, за допомогою додавання запису у DNS.

## Інструменти

### Популярні запити
Яндекс.Вебмастер дозволяє відстежувати статистики по пошуковим запитам, за якими відвідувачі заходять на сайт. Дані розділяються за показами (по яких запитах і на якому місці сайт показується в результатах пошуку) і стовпцях (по яких запитах користувачі прийшли на сайт). Аналіз пошукових запитів може допомогти виділити цільову аудиторію сайту для залучення відвідувачів.

### Аналізатори robots.txt, XML-фідів, мікророзмітки, Sitemap
Перевіряє вміст і коректність обробки robots.txt, XML-фідів, мікророзмітки, Sitemap/

### Перевірка відповіді сервера
Дозволяє перевірити, як сервер відповідає на запити різних роботів Яндекса.

### Перевірка орфографії
Шукає помилки в текстах на сайті.

### Перевірити URL
Надає інформацію про індексування:
- дату останнього завантаження сторінки;
- наявність помилок під час завантаження;
- чи виключена сторінка з пошукової бази;
- яка версія сторінки потрапила в пошук;
- кількість зовнішніх і внутрішніх посилань на сторінку.

### Регістр імені сайту
Зміна регістру доменного імені сайту в результатах пошуку. Наприклад, для сайту tsemiysayt.ua можна налаштувати регістр імені у вигляді TseMiySayt.ua.

### Перевірка на віруси
Сервіс відстежує наявність на сайті шкідливого коду і повідомляє власника, якщо на сайті виявлено вірус.

### Додавання регіону сайту
Після введення в дію пошукового алгоритму «Арзамас»  Яндекс став враховувати при пошуку регіон користувача, і результати пошуку по одному і тому ж запиту, залежному від місцезнаходження користувача, стали розрізнятися у різних регіонах. У сервісі можна вказати регіон сайту або відсутність регіональної приналежності.
Раніше функція вказівки регіону була доступна в режимі тестування тільки для сайтів з ТІЦ більше 10. У липні 2010 року обмеження по ТІЦ було знято.

### Налаштування вигляду сайту в результатах пошуку
Для сайтів організацій можна вказати контактну інформацію, яка буде відображатися в результатах пошуку і на Яндекс.Картах.

### Видалення URL
Можна вказати роботу на видалену сторінку, щоб вона швидше зникла з результатів пошуку Яндекса.
Існує також кілька спеціальних можливостей для сайтів визначених тематик. З використанням спеціальних форматів (XML або мікроформатів) можуть бути передані дані про вміст сайту. Такі дані використовуються для побудови спеціальних сніпетів в результатах пошуку. У різних тематиках набори даних і відображення відрізняються. У даний момент можливість сформувати спеціальний сніпет є для різних типів організацій (ресторани, фітнес-центри, готелі, різні установи та організації), каталогів товарів і послуг, сайтів з кулінарними рецептами, банків рефератів та письмових робіт, сайтів з енциклопедіями та словниками, з відгуками про автомобілі. В Яндексі це називають «оптимізацією зовнішнього вигляду сайту в результатах пошуку».

## Доступ в Україні
На сайті президента України 15 травня 2017 року з'явився указ, яким вводиться в дію рішення Ради національної безпеки і оборони щодо санкцій стосовно російських компаній. Указ наказує українським інтернет-провайдерам блокувати популярні російські інтернет-ресурси, такі як: сервіси «Яндекса» і «Mail.Ru», а також соцмережі «ВКонтакте» і «Одноклассники».  Блокування діє донині.

## Схожі сервіси
- Yahoo Site Explorer
- Google Search Console
- Bing Webmaster Tools